# اروپا اکولوژی
اروپا اکولوژی (فرانسوی: Europe Écologie) یک ائتلاف انتخاباتی سبز از احزاب سیاسی فرانسه بود که برای انتخابات پارلمان اروپا ۲۰۰۹ تشکیل شد و متشکل از حزب سبزها و دیگر اکولوژیست‌ها و منطقه‌گرایان بود.
این ائتلاف در ۲۰ اکتبر ۲۰۰۸ با حمایت حزب سبز اروپا و دانیل کوهن بندیت، نماینده پارلمان اروپا با تابعیت فرانسوی-آلمانی که پیش‌تر عضو اتحاد ۹۰/سبزها آلمان بود و در سال ۲۰۰۹ از فرانسه نامزد شد، آغاز به کار کرد. از زمان تشکیل، این ائتلاف مورد حمایت چهره‌هایی همچون سیسیل دوفلو، ژوزه بووه و دومینیک وانه قرار گرفت. پس از کسب رکورد ۱۶٫۲۸٪ آرا در انتخابات اروپایی ۲۰۰۹، این ائتلاف فعالیت خود را ادامه داد و در انتخابات منطقه‌ای فرانسه (۲۰۱۰) نیز شرکت کرد.
در نوامبر ۲۰۱۰، این ائتلاف به یک حزب سیاسی با نام اکولوژیست‌ها (EELV) تبدیل شد.

## ترکیب
«اروپا اکولوژی» از احزاب و شخصیت‌های زیر تشکیل شده بود:
حزب سبزها: سیسیل دوفلو، دومینیک وانه، دانیل کوهن-بندیت، ژرار اونستا و دیگران.
[فدراسیون مناطق و ملل همبسته: احزاب منطقه‌گرا از جمله حزب ملت کورسیکا'، اتحاد دموکراتیک برتانی و حزب اکسیتان.
جامعه مدنی: اوا ژولی، لورانس ویشنیفسکی، فیلیپ مه‌ریو.
اعضای پیشین حزب کمونیست فرانسه: استفان گاتینیون.
فعالان جنبش ضد جهانی‌سازی نئولیبرالی: ژوزه بووه، فرانسوا دوفور.

## انتخابات پارلمان اروپا ۲۰۰۹

### نامزدهای اصلی
شرق فرانسه: ساندرین بلیه
ایل-دو-فرانس: دانیل کوهن بندیت (حزب سبزها)
مرکز فرانسه: ژان-پل بسه
شمال‌غرب: هلن فلوتغ (حزب سبزها)
سرزمین‌های فرادریایی: هری دوریمل (حزب سبزها)
جنوب‌شرق فرانسه: میشل ریوازی (حزب سبزها)
جنوب‌غرب فرانسه: ژوزه بووه
غرب فرانسه: یانیک ژادو

### نتایج
اروپا اکولوژی در سطح ملی ۱۶٫۲۸٪ آرا، معادل ۲٬۸۰۳٬۷۵۹ رأی، به‌دست آورد. این نتیجه تنها ۰٫۲٪ کمتر از حزب سوسیالیست بود و در مناطقی کلیدی چون ایل-دو-فرانس، پروانس-آلپ-کوت دازور و رون-آلپ حتی از سوسیالیست‌ها پیشی گرفت. این بالاترین نتیجه‌ای بود که تا آن زمان یک جنبش، حزب یا ائتلاف سبز در هر انتخابات ملی فرانسه به‌دست آورده بود.
شرق فرانسه: ۱۴٫۲۷٪ (ساندرین بلیه)
ایل-دو-فرانس: ۲۰٫۸۶٪ (دانیل کوهن-بندیت، اوا ژولی، پاسکال کانفن و کریما دلی)
مرکز فرانسه: ۱۳٫۵۸٪ (ژان-پل بسه)
شمال‌غرب:: ۱۲٫۱۰٪ (هلن فلوتغ)
سرزمین‌های فرادریایی فرانسه: ۱۶٫۲۵٪ (بدون کسب کرسی)
جنوب‌شرق فرانسه: ۱۸٫۲۷٪ (میشل ریوازی، فرانسوا آلفونسی و مالیکا بناراب-آتّو)
جنوب‌غرب فرانسه: ۱۵٫۸۳٪ (ژوزه بووه و کاترین گرِز)
غرب فرانسه: ۱۶٫۶۵٪ (یانیک ژادو و نیکول کیل-نیلسن)
علاوه بر این، ائتلاف مستقل اکولوژیست‌ها، یک جریان سبز کوچک‌تر، در سطح ملی ۳٫۶۳٪ آرا را کسب کرد.

### انتخابات منطقه‌ای ۲۰۱۰
با اتکا به موفقیت چشمگیر در انتخابات پارلمان اروپا، ائتلاف «اروپا اکولوژی» با محوریت حزب سبزها و احزاب و جنبش‌های همسو دوباره شکل گرفت. این ائتلاف تصمیم گرفت در تمام مناطق فرانسه به‌طور مستقل نامزد معرفی کند، با این هدف که در دور دوم از جناح چپ حمایت کند. با این حال، هدف نهایی اعلام‌شدهٔ حزب، به‌دست گرفتن کنترل یکی از مناطق مهم – مانند ایل-دو-فرانس – از حزب سوسیالیست بود. از جمله نامزدهای این ائتلاف می‌توان به فیلیپ مه‌ریو پژوهشگر، لورانس ویچنیفسکی قاضی، فرانسوا دوفور فعال روستایی، و آگوستن لوگران از انجمن بی‌خانمان‌ها به نام «فرزندان دن کیشوت» اشاره کرد.

### نتایج
اروپا اکولوژی در دور نخست ۱۲٫۱۹٪ آرای ملی، معادل ۲٬۳۷۳٬۹۲۲ رأی را به‌دست آورد و در مجموع پس از حزب سوسیالیست و اتحاد برای جنبش مردمی در جایگاه سوم قرار گرفت. این حزب در مناطقی چون رون-آلپ (۱۷٫۸۲٪)، ایل-دو-فرانس (۱۶٫۵۸٪) و آلزاس (۱۵٫۶۰٪) نتایج چشمگیری کسب کرد. در دور دوم، اروپا اکولوژی با حزب سوسیالیست فهرست‌های مشترک ارائه داد، به جز در برتاین.